# Udenborn
Udenborn ist ein Ortsteil der Gemeinde Wabern im nordhessischen im Schwalm-Eder-Kreis.

## Geographische Lage
Das Dorf liegt an der Landesstraße 3223, in der Nähe der B 253, etwa fünf Kilometer südöstlich von Fritzlar auf einem sich nach Süden zur Eder ziehendem Schlepphang, am Nordrand der Großenengliser Platte. Der Ort ist umgeben von umfangreichen Sand- und Kieslagerstätten.

## Geschichte

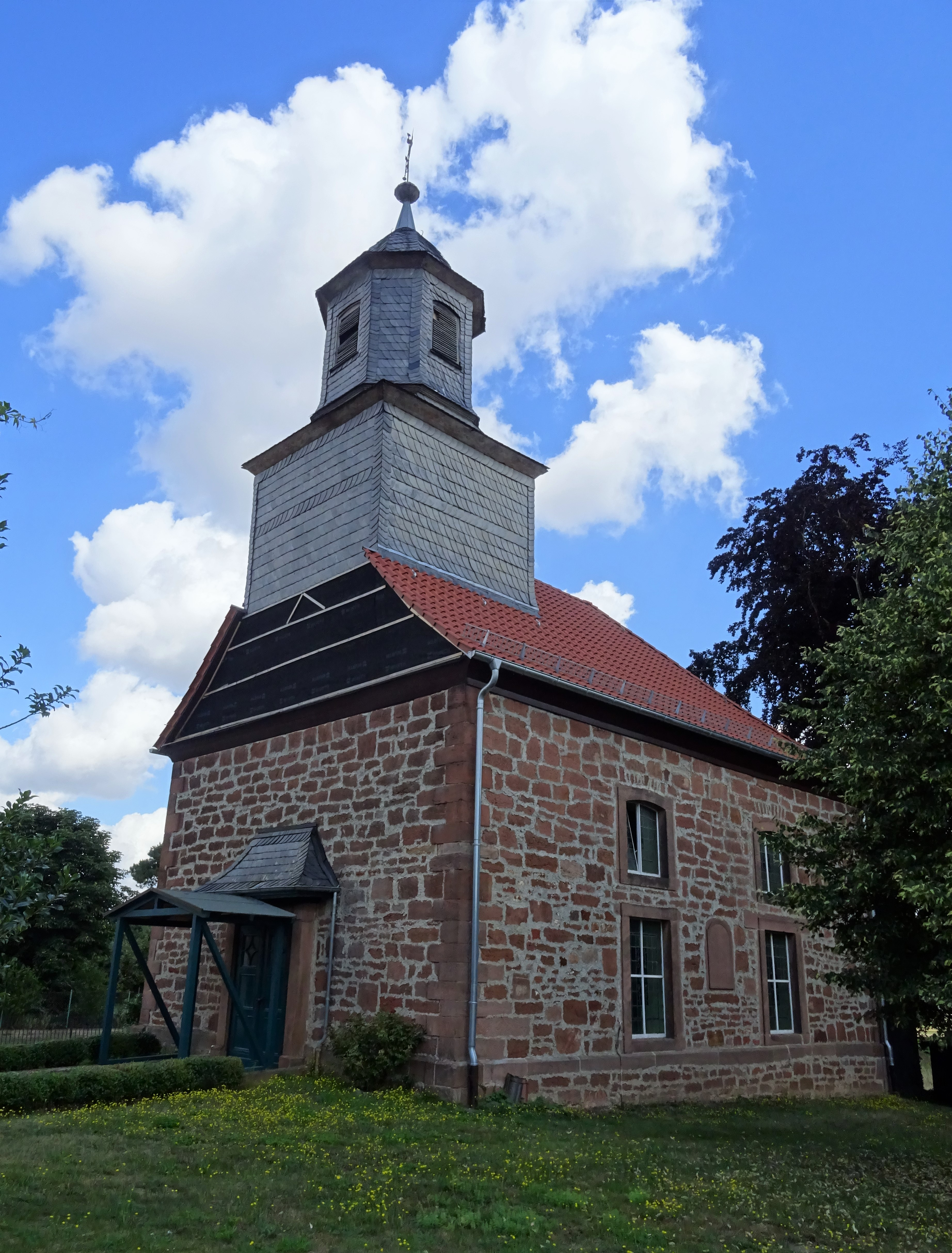
Evangelische Kirche Udenborn

Im Jahr 1040 wird der Ort als Udenbrunnen soweit bekannt erstmals urkundlich erwähnt. Erzbischof Bardo von Mainz erhielt Ende Juli 1040 von Kaiser Heinrich III. Güter in Holzheim, „Doda“, Trockenerfurth und Udenbrunnen (Udenborn) zugesprochen. Der Name Udenborn ist abgeleitet aus der ursprünglichen Bezeichnung Udenbrunnen.
Kurmainz, das Petersstift in Fritzlar und das Kloster Haina hatten Besitz in Ungedanken, ebenso verschiedene Adelsgeschlechter, die sich dabei allerdings durch Kauf, Verpfändung, Tausch und Schenkungen mehrfach untereinander und insbesondere mit dem Kloster Haina ablösten.  Bekannt sind unter ihnen die von Armsfeld, von Englis, von Kirchhain, von Wolfershausen, von Ritte, Matz, von Homberg, von Löwenstein und von Gilsa.   
Das Dorf gehörte zur Grafschaft Maden und danach zur Landgrafschaft Hessen. Vogteigericht war Wabern. Ab 1570 gehörte das Dorf zum Amt Borken.
Im Zuge der Streitigkeiten zwischen dem Erzbistum Mainz und den hessischen Landgrafen, die im Mainzisch-Hessischen Krieg von 1427 gipfelten, wurde Udenborn im Juli 1427 -- wie viele andere Dörfer in der Gegend -- durch Truppen des Mainzer Erzbischofs unter Gottfried von Leiningen verwüstet und niedergebrannt. Wohl noch am gleichen Tage, am 23. Juli 1427, schlug ein landgräfliches Heer unter Landgraf Ludwig I., der den Mainzer Truppen den Rückzug in die mainzische Stadt Fritzlar abgeschnitten hatte, diese auf der Großenengliser Platte zwischen der Kalbsburg und der heutigen Wüstung Holzheim bei Fritzlar entscheidend.
Im Jahre 1537 wurden in Udenborn 10 Häuser gezählt, 1585 waren es 14 Haushalte. Im Mannschaftsregister von 1639, als der Dreißigjährige Krieg die Gegend bereits verheert hatte, wurden nur noch vier „verehelichte hausgesessene“ Personen und drei Witwen aufgezählt. 1835 hatte der Ort 23 Häuser und 165 evangelische Einwohner.  Auch heute ist es nicht viel größer.    
Udenborn wurde 1585 nach Kleinenglis eingepfarrt und ist seit 1747 Kirchenfiliale von Kleinenglis. Die Dorfkirche stammt aus dem Jahre 1798, wurde aber erst 1816 vollendet.
Auf der Großenengliser Platte zwischen Großenenglis und Udenborn fand am 18. September 1936 die Militärparade auf der Großenengliser Platte im Beisein Adolf Hitlers statt, die größte deutsche Militärparade seit dem Ersten Weltkrieg.
Zum 31. Dezember 1971 fusionierten die Gemeinden Wabern, Falkenberg, Hebel, Rockshausen, Udenborn, Unshausen, Uttershausen und Zennern freiwillig zur neuen Großgemeinde Wabern. Für alle durch die Gebietsreform eingegliederten Gemeinden, sowie die Kerngemeinde Wabern, wurde je ein Ortsbezirk mit Ortsbeirat und Ortsvorsteher nach der Hessischen Gemeindeordnung eingerichtet.

## Bevölkerung
Einwohnerstruktur 2011
Nach den Erhebungen des Zensus 2011 lebten am Stichtag, dem 9. Mai 2011, in Udenborn 188 Einwohner. Darunter waren 8 (4,2 %) Ausländer.
Nach dem Lebensalter waren 24 Einwohner unter 18 Jahren, 66 zwischen 18 und 49, 45 zwischen 50 und 64 und 33 Einwohner waren älter. Die Einwohner lebten in 66 Haushalten. Davon waren 15 Singlehaushalte, 18 Paare ohne Kinder und 27 Paare mit Kindern, sowie 6 Alleinerziehende und keine Wohngemeinschaften. In 15 Haushalten lebten ausschließlich Senioren und in 42 Haushaltungen lebten keine Senioren.
Einwohnerentwicklung
| Quelle: Historisches Ortslexikon |                            |
| • 1537:                          | 10 Häuser                  |
| • 1575/85:                       | 14 Hausgesesse             |
| • 1742/47:                       | 17 Häuser bzw. Hausgesesse |

| Udenborn: Einwohnerzahlen von 1774 bis 2020 | Udenborn: Einwohnerzahlen von 1774 bis 2020 | Udenborn: Einwohnerzahlen von 1774 bis 2020 | Udenborn: Einwohnerzahlen von 1774 bis 2020 | Udenborn: Einwohnerzahlen von 1774 bis 2020 |
| --- | ------------------------------------------- | ------------------------------------------- | ------------------------------------------- | ------------------------------------------- |
| Jahr |                                             |                                             |                                             | Einwohner                                   |
| 1774 | 1774                                        |                                             | 87                                          | 87                                          |
| 1800 | 1800                                        |                                             | ?                                           | ?                                           |
| 1834 | 1834                                        |                                             | 167                                         | 167                                         |
| 1840 | 1840                                        |                                             | 183                                         | 183                                         |
| 1846 | 1846                                        |                                             | 179                                         | 179                                         |
| 1852 | 1852                                        |                                             | 215                                         | 215                                         |
| 1858 | 1858                                        |                                             | 205                                         | 205                                         |
| 1864 | 1864                                        |                                             | 197                                         | 197                                         |
| 1871 | 1871                                        |                                             | 179                                         | 179                                         |
| 1875 | 1875                                        |                                             | 153                                         | 153                                         |
| 1885 | 1885                                        |                                             | 210                                         | 210                                         |
| 1895 | 1895                                        |                                             | 217                                         | 217                                         |
| 1905 | 1905                                        |                                             | 233                                         | 233                                         |
| 1910 | 1910                                        |                                             | 189                                         | 189                                         |
| 1925 | 1925                                        |                                             | 198                                         | 198                                         |
| 1939 | 1939                                        |                                             | 202                                         | 202                                         |
| 1946 | 1946                                        |                                             | 309                                         | 309                                         |
| 1950 | 1950                                        |                                             | 319                                         | 319                                         |
| 1956 | 1956                                        |                                             | 261                                         | 261                                         |
| 1961 | 1961                                        |                                             | 236                                         | 236                                         |
| 1967 | 1967                                        |                                             | 255                                         | 255                                         |
| 1980 | 1980                                        |                                             | ?                                           | ?                                           |
| 1990 | 1990                                        |                                             | ?                                           | ?                                           |
| 2000 | 2000                                        |                                             | ?                                           | ?                                           |
| 2006 | 2006                                        |                                             | 169                                         | 169                                         |
| 2011 | 2011                                        |                                             | 188                                         | 188                                         |
| 2015 | 2015                                        |                                             | 169                                         | 169                                         |
| 2020 | 2020                                        |                                             | 162                                         | 162                                         |
| Datenquelle: Historisches Gemeindeverzeichnis für Hessen: Die Bevölkerung der Gemeinden 1834 bis 1967. Wiesbaden: Hessisches Statistisches Landesamt, 1968. Weitere Quellen: LAGIS; Gemeinde Wabern, Zensus 2011 |                                             |                                             |                                             |                                             |

Historische Religionszugehörigkeit
| Quelle: Historisches Ortslexikon |                                                                    |
| • 1861:                          | alle Einwohner evangelisch-reformierte                             |
| • 1885:                          | 205 evangelische (= 97,65 %), 5 katholische (= 2,36 %) Einwohner   |
| • 1961:                          | 199 evangelische (= 84,32 %), 36 katholische (= 15,25 %) Einwohner |

Historische Erwerbstätigkeit
| • 1961 | Erwerbspersonen: 50 Land- und Forstwirtschaft, 41 Produzierendes Gewerbe, 9 Handel und Verkehr, 5 Dienstleistungen und Sonstiges |

## Politik
Für Udenborn besteht ein Ortsbezirk (Gebiete der ehemaligen Gemeinde Udenborn) mit Ortsbeirat und Ortsvorsteher nach der Hessischen Gemeindeordnung. Der Ortsbeirat besteht aus fünf Mitgliedern.
Bei den Kommunalwahlen in Hessen 2021 betrug die Wahlbeteiligung zum Ortsbeirat Udenborn 53,33 %. Alle Kandidaten gehörten der „Freien Wählergemeinschaft Udenborn“ an. Der Ortsbeirat wählte Anke Koch zur Ortsvorsteherin.